# Who Named It?
Who Named It? es un diccionario en inglés de epónimos médicos y de personalidades asociadas con su identificación. Aunque se trata de un diccionario, posee muchos epónimos y las personalidades cuentan con artículos biográficos completos. La base de datos está alojada en un servidor de Noruega y está mantenido por el historiador de medicina Ole Daniel Enersen.